# Ivo Rendić-Miočević
Ivo pl. Rendić-Miočević (Korčula, 13. svibnja 1935. – Rijeka, 13. prosinca 2020.), hrvatski je povjesničar, arheolog i športski djelatnik.

## Životopis
Izv. prof. dr. sc. Ivo pl. Rendić-Miočević rođen je u Korčuli 1935. godine. Za vrijeme Drugog svjetskog rata pohađao je osnovnu školu u Makarskoj i Jelsi, dok je 1953. završio klasičnu gimnaziju u Splitu. Studirao je povijest i arheologiju na Filozofskom fakultetu u Zagrebu. U Zagrebu diplomirao je arheologiju 1959. godine a povijest 1964. godine. Doktorirao je u Ljubljani 1987. godine obranivši tezu pod naslovom Transfer povijesnog znanja u školi, te je postao prvi metodičar nastave povijesti na području tadašnje Jugoslavije. Radio je kao učitelj u osnovnim i srednjim školama u Zadru, Splitu i Rijeci. Od 1986. godine docent je na Odsjeku povijesti pri Filozofskom fakultetu u Zadru, gdje se i umirovio kao professor emeritus.
U prvoj polovici 60-ih godina 20. stoljeća djelovao je kao trener zadarskih, a potom splitskih plivača. U Rijeci je bio organizator posebnog modela škole plivanja te kondicijski trener vaterpolista Primorja(1970. – 2000.).
Objavio je više znanstvenih i stručnih radova uglavnom u Radovima filozofskog fakulteta u Zadru, te nekoliko knjiga kao što su: Zlo velike jetre: povijest i nepovijest Crnogoraca, Hrvata, Muslimana i Srba, U potrazi za hrvatskom kolijevkom, Čitav znanstveni struk 30 i druge.

## Djela
- Priručnik modernog plivanja: osnove tehnike i metodike..., Zagreb, 1981.
- Didaktičke inovacije u nastavi povijesti: transfer povijesnog znanja u školi, Školska knjiga, Zagreb, 1989.
- Zlo velike jetre: povijest i nepovijest Crnogoraca, Hrvata, Muslimana i Srba, Književni krug, Split, 1996.
- Učenik - istražitelj prošlosti: novi smjerovi u nastavi povijesti, Školska knjiga, Zagreb, 2000. (2. izmijenjeno izd. 2005.)
- U potrazi za hrvatskom kolijevkom, Književni krug, Split, 2000.
- Hrvatski identitet: trajnost i fluidnost: uporedba Kvarnera i gorske Dalmacije, Adamić, Rijeka, 2006.
- Uvod u hrvatsku interdisciplinarnu povijest, Hrvatski institut za povijest, Podružnica za povijest Slavonije, Srijema i Baranje, Slavonski Brod, 2011.
- Osuda Hrvat na zaborav- pedagogijsko-povijesne rasprave, naklada Bošković, Split, 2020.

## Vanjske poveznice
- Ivo Rendić-Miočević na stranicama Zadarskog lista